# جيم كورنيت
جيمس مارك «جيم» كورنيت (بالإنجليزية: James Mark "Jim" Cornette) (ولد في 17 سبتمبر 1961) هو مؤلف أمريكي ومدير في مصارعة المحترفين، ومعلق، ومنظم مباريات، وكاتب سيناريوهات، ومدرب مصارعة، مصارع.
عمل كورنيت كمدير في منظمات جيم كروكيت، ومنظمة ورلد تشامبيونشيب ريسلينغ، ومنظمة وورلد ريسلينغ فيدرايشن منذ عام 1991 حتى 1995. لقد كان مالك منظمة سموكي مونتن ريسلينغ. كما عمل في منظمة توتال نونستوب أكشن ريسلينغ بشخصية «مدير الإدارة» وعمل وراء الكواليس كوكيل طريق، وعمل في منظمة رينغ أوف هونر كمفوض.
كان كورنيت موقعًا لمنظمة رينغ أوف هونر وعمل كمنتج تنفيذي لبرنامج رينغ أوف هونر ريسلينغ وظهر أيضًا على الشاشة.

## المسيرة في مصارعة المحترفين
ولد كورنيت في لويسفيل، كنتاكي ودائمًا ما أحب المصارعة عندما كان شابا وثبت هوائيا على بعد 10 أمتار في أعلى منزله حتى يتمكن من مشاهدة أكبر قدر من المصارعة. لقد بدأ العمل في المصارعة في سن الرابعة عشرة حيث عمل كمصور، ومقدم مصارعين، ومراسلًا لمجلة. وفي عام 1982، وفي عمر الواحدة والعشرين، أصبح كورنيت مديرا لشيري مارتيل بفضل منظم المباريات جيري جاريت وأدار كل من داتش مانتل، وكراشر برومفيلد.
في عام 1983، أدار كورنيت نورمان تشارلي الثالث وكارل فيرغسون وذا أنجل في فريق كان يعرف باسم «كورنيت دايناستي». وفي نهاية عام 1983، صار كورنيت مشهورا عندما أدار فريق ذا ميدنايت إكسبريس (دينيس كوندري وبوبي إيتون ولاحقًا ستان لين). وتحت إدارة كورنيت صار الفريق بطلًا لبطولة إن دبليو إيه العالمية للفرق الثنائية مرتين وبطلًا لبطولة إن دبليو إيه الولايات المتحدة للفرق الثنائية مرتين. لقد عُرف عنه صياحه وحمله لمضرب تنس يستخدمه لمساعدة مصارعيه ضد خصومهم، كما أصبح يدخل ويخرج من الحلبة برفقة الشرطة خوفا من تعرضه وتعرض فريقه للهجوم من قبل المشجعين المتحمسين. بالإضافة إلى ذلك، فقد تعرض لإصابة خطيرة في ركبته خلال مباراة سقالة جرت بين فريق ذا ميدنايت إكسبريس وفريق رود وريورز في حدث ستاركيد 86، حينما سقط على زاوية الحلبة من ارتفاع 20 أقدام حيث كان يفترض أن يقوم بيغ ببا روجرز هناك بحمله. لكن، وبسبب ارتداء روجرز لنظارة شمسية، فقد اخطأ في الحكم على موقفه في الحلبة حيث هبط كورنيت على بعد ثلاثة أقدام بعيدًا عن الرجل الذي كان من المفترض أن يحمله أثناء سقوطه. لقد قال كورنيت، عن هذا الحادث، وهو الذي يخاف من المرتفعات في الحياة الحقيقية، أنه مستعد أن يؤذي نفسه أمام الجمهور لأنهم أهم من صحته.

### تحالف المصارعة الوطني وورلد تشامبيونشيب ريسلينغ (1986-1990)
في عام 1986، أصبح كورنيت معلق لونيا في منظمات جيم كروكيت كما شارك لاحقًا في التعليق على برنامج ساترداي نايت دبليو سي دبليو الذي يبث على قناة تي بي إس مع جيم روس.
في عام 1989، أصبح كورنيت عضوًا في الفريق الإبداعي في منظمة ورلد تشامبيونشيب ريسلينغ (دبليو سي دبليو) حيث كتب كورنيت سيناريوهات وساعد في تشكيل شكل المنظمة على التلفزيون، لكنه ترك دبليو سي دبليو بعد مشاجرة جرت بينه وبين رئيس دبليو سي دبليو جيم هيرد وغادر بعد حدث هالوين هاوفك 1990.

### سموكي ماونتن ريسلينغ (1991-1995)
أسس كورنيت منظمة خاصة به اسمها سموكي ماونتن ريسلينغ (إس إم دبليو) في عام 1991. لقد بدأت مباريات المنظمة تلعب في ولاية تينيسي، وكنتاكي، وفيرجينيا الغربية، وجورجيا، وكارولاينا الشمالية وكارولاينا الجنوبية. كما قام كورنيت بعمل شراكة مع منظمة وورلد ريسلينغ فيدرايشن (دبليو دبليو إف) في عام 1993 لتبادل المواهب لكن تلك الخطوة لم تنقذ منظمته من الإفلاس حيث أغلقها في نوفمبر 1995. لقد قال لاحقًا أنه اختار الوقت غير المناسب لإنشاء منظمة لأن عالم مصارعة المحترفين كان يمر بركود.

### وورلد ريسلينغ فيدرايشن/إنترتاينمينت (1993-2005)
بدأ كورنيت العمل في منظمة وورلد ريسلينغ فيدرايشن عام 1993 حيث كان يعمل كمنظم لمنظمة إس إم دبليو. كما عمل كمدير، ومعلق لوني، وكاتب سيناريوهات. برز كورنيت أكثر عندما كان مترجمًا لبطل بطولة دبليو دبليو إف يوكوزونا.
انضم كورنيت بشكل رسمي إلى دبليو دبليو إف عام 1996 بعد أن أغلق منظمة إس إم دبليو حيث عمل كذلك كشافًا للمواهب ومطورًا للمواهب الجديدة. لقد عمل أيضًا على الشاشة كمدير لفرقة مكروهة تعرف باسم «كامب كورنيت» (مخيم كورنيت) وهي فرقة مكونة من فيدر، وأوين هارت، وبريتش بولدوغ. وفي عام 1997 بدأ كورنيت يتخلص بشكل تدريجي من واجباته الإدارية وبدأ يعمل في كواليس دبليو دبليو إف.
في عام 1998، قاد كورنيت فريقًا من المصارعين يتكون من جيف جاريت، وباري ويندهام، وفريق ذا روك إن رول إكسبريس ليغزو دبليو دبليو إف. عُرف الغزو باسم «غزو إن دبليو إيه». ولاحقًا في تلك السنة، أدار كورنيت فريق ذا ميدنايت إكسبريس.
عمل كورنيت في منصب كاتب سيناريوهات لعدة سنوات قبل إزالته من الفريق الإبداعي بعد أن تناطح مع رئيس الكتاب فينس روسو.
بعدها، أصبح كورنيت كاتب سيناريوهات في منظمة أوهايو فالي ريسلينغ وشريكًا فيها مع مالكها "نايتمير" داني ديفيز وعمل كمطور للمواهب. ساعد كورنيت في اكتشاف مصارعين دبليو دبليو إي مثل كين، ودلو براون، وساني، وأل سنو حيث كانوا جميعهم يلعبون في منظمته إس إم دبليو.
عاد كورنيت إلى تلفزيون دبليو دبليو إف لليلة واحدة في حدث راسلمينيا 17 الذي جرى في هيوستن، تكساس حين شارك في مباراة «جيمك باتل رويل». لقد تم إيقاف كورنيت لعدة أسابيع في مايو 2005 نتيجة لمشاجرة حقيقية جرت وراء الكواليس مع أنتوني كارلي (المعروف باسم «سانتينو ماريلا») وقد حررته دبليو دبليو إي من عقده في يوليو 2005 بعد أن عاد من الإيقاف وصفع كارلي على وجهه بسبب كسره للشخصية وضحكه على المصارع ذا بوغي مان. وفي ربيع 2008، أصدر ماريلا تحديًا لكورنيت أثناء مقابلة صوتية في برنامج إذاعي كندي حيث تحداه ماريلا إلى مباراة. ومع أن كورنيت كان يعمل وقتها لتي إن إيه، وهي خصم دبليو دبليو إي، إلا أنه رد قائلًا أنه لا يريد مصارعة مدمن خمر ويعمل جوبر للمصارعين.

### توتال نونستوب أكشن ريسلينغ (2006-2009)
في عام 2006، انضم كورنيت إلى منظمة توتال نونستوب أكشن ريسلينغ (تي إن إيه) وبدأ يعمل كوجه الإدارة الجديد وكان اسم منصبه هو «مدير الإدارة» كما قال في المؤتمر الصحفي الذي جرى قبل حدث سلامفيرساري 2006 في 18 يونيو في أورلاندو بفلوريدا. وبعد أن ألقى خطابًا قصيرًا، غادر ثم عاد في نهاية البرنامج بعد «حادثة أورلاندو». حيث أخذ بطولة الوزن الثقيل العالمية إن دبليو إيه معه بعد أن خان عضو لجنة البطولة في إن دبليو إيه لاري زابيسكو والحكم إيرل هابنر كلًا من كريستيان كايج وستينغ.
بعدها، بدأ كورنيت في محاولة «إعادة إن دبليو إيه إلى تي إن إيه». ومع أنه لم يصرح بذلك مباشرةً، إلا أنه قالها بشكل غير مباشر وذلك في أول ظهر له في تي إن إيه إمباكت! عندما كان يلمح لجيف جاريت ويقول «هذه إن دبليو إيه!» و«هذا حزام إن دبليو إيه!». كما تكلم حول عائلة جاريت وعن أبيه جيري جاريت وعن جدته.
وبسبب منصبه الجديد، صار كورنيت يأخذ عادة عشر دقائق يظهر فيها في إمباكت! ولا تزيد عنها بسبب سرعة كلامه وعدم رغبته في صناعة سيد مكماهون آخر. كما غدا مات مورغان حارسًا له حيث كان يظهر لحمايته من أي أذى إلى أن أصبح مصارعًا بدوام كامل. وكجزء من شخصية كورنيت، إذا كان هناك عدة مهام مجتمعة في وقت واحد فإنه ينهيها بسرعة. حيث كان يستدعي جميع مصارعين تي إن إيه ويجعلهم يقفون في قاعة إمباكت! زون لكي يسمعون قراراته، أو لكي يظهر غضبه على المصارعين الذين دخلوا إلى مكتبه. لقد عقد أول اجتماع في حلقة تي إن إيه إمباكت! (التي بثت في 29 يونيو، 2006) حيث اتخذ عدة قرارات منها:
- إجبار فريق لاتين أميركان إكس تشاينج على العودة للمصارعة عندما هدد بطردهم تحت بند الفصل من الخدمة.
- حجز مباراة شعر ضد شعر بين رايفن ولاري زابيسكو في حدث فيكتوري رود 2006.
- حل فريق كندا نتيجة غشهم المفرط في مبارياتهم (في وقت لاحق وضع لهم مباراة، إذا فازوا فيها سيبقى فريقهم وسيلعبون مباراة على أي بطولة يختارونها، وإذا خسروها فإن فريقهم سوف ينشق وخسروا مباراتهم.)
- طرد الحكم إيرل هابنر بسبب دوره في حادثة أورلاندو التي جرت في حدث سلامفيرساري 2006. (عاد إيرل هابنر إلى تي إن إيه بعد أن اجتاز فحص كشف الكذب الذي أجراه له جيف جاريت).
- حجز مباراة بين فريق أمريكا موست وانتد وغيل كيم ضد سيريلدا وكريستوفر دانيالز وإيه جاي ستايلز في مباراة فريق مختلطة في إمباكت!وقد كانت المباراة على بطولة إن دبليو إيه العالمية للفرق الثنائية.
- حجز مباراة رباعية بين كريستان كايج ضد ستينغ ضد سكوت ستاينر ضد ساموا جو في حدث فيكتوري رود 2006.
- أعلن أخيرًا أن جيف جاريت هو بطل بطولة الوزن الثقيل العالمية إن دبليو إيه الرسمي. كما أعلن أنه، أي جيف جاريت، سيدافع عن لقب البطولة ضد الفائز في المباراة الرباعية التي تجري في حدث فيكتوري رود 2006.

ومع عودة فينس روسو إلى تي إن إيه، أصبح موضع كورنيت مع الشركة في موضع تساؤل لأنه كان من أشد منتقدي روسو وقد ألقى باللوم عليه ل«تفكك مصارعة المحترفين». كورنيت أعلن أيضًا إنه يرغب في إلحاق الأذى البدني بروسو بسبب تورطه هو وإيد فيرارا في سيناريو قديم في دبليو سي دبليو حين كان فيرارا يسخر من إصابة صديق كورنيت الحميم المعلق جيم روس بشلل بيل. ومنذ ذلك الحين، تمكن من التوصل إلى اتفاق للعمل مع روسو حيث أصبح أيضًا أكثر انخراطًا في تي إن إيه.
أجرت صحيفة ديلي ستار مقابلة مع كورنيت هاجم فيها رئيس دبليو دبليو إي فينس مكماهون حيث قال: «هل رأيتم سوق الأسهم؟ فينس ليس يكون مليارديرا على الإطلاق! بل أنه قد لا يكون مليونيرًا حتى! سوف أضحي بكل قرش عندي وسأقطع عشب جاري لأرى فينس مكماهون ممددا في الحضيض!».
في 15 سبتمبر 2009، حررت منظمة تي إن إيه كورنيت وبي.جي. جيمس من عقدهما معها.
ظهر جيم كورنيت ظهرت في برنامج «هُوو سلامنغ هُوو؟» ليتكلم عن سبب مغادرته م تي إن إيه. حيث قال أن السبب هو أنه لم يكن متوافقًا مع فريق كتابة السيناريوهات بشكل كامل وقد نفى وجود أشياء أخرى جعلته يترك تي إن إيه غير هذا السبب. كما قال أن خبر فسخ عقده انتشر على الإنترنت بعد ساعتين من ابلاغه بالخبر من قبل رئيس العلاقات المواهب في تي إن إيه تيري تايلور. وكان هذا واضحًا أيضًا من مشجعي المصارعة الذين بدؤا يتكلمون عن مغادرته من تي إن إيه في يوتيوب.
لقد قال كورنيت أن رئيسة تي إن إيه ديكسي كارتر رحبت بعودته إلى تي إن إيه في المستقبل بشرط أن يكون متوافقًا مع فريق كتابة السيناريوهات. كما قال أنه لم يكن يعلم أن إيد فيرارا سينضم إلى فريق كتابة السيناريوهات وأنه لو علم لكان قد استقال من منصبه. وذكر أنه مستعد أن يعود إلى تي إن إيه في المستقبل ولكن ليس بوجود فينس روسو وإيد فيرارا في فريق كتابة السيناريو.

### العودة إلى رينغ أوف هونر (2009-2012)

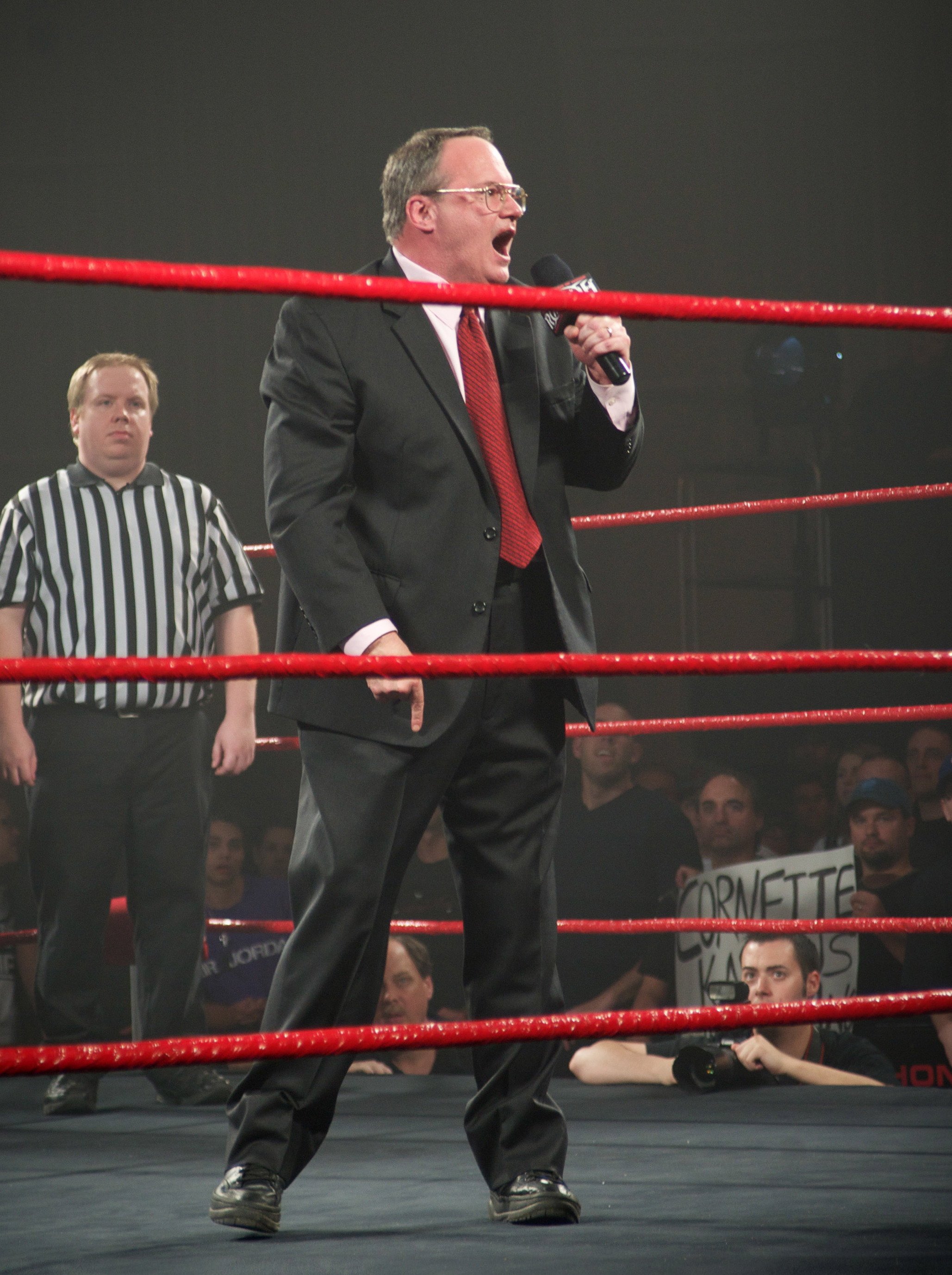
كورنيت في رينغ أوف هونر عام 2011.

عمل كورنيت مع منظمة رينغ أوف هونر (ار أو إتش) كمنتج تنفيذي لبرنامج رينغ أوف هونر ريسلينغ على قناة إتش دي نت.
بدأ كورنيت يظهر في عدة عروض قبل ظهوره الرسمي الذي كان في 7 ديسمبر في حلقة رينغ أوف هونر ريسلينغ حيث وضع بطل بطولة آر أو إتش أوستن إيرز في مباراة رباعية على اللقب. كما اخترع سلسلة بايك 6 كونتيندر.
في 8 سبتمبر 2010، أعلنت منظمة أوهايو فالي ريسلينغ أن كورنيت سيستأنف مهامه كرئيس كتاب السيناريو في المنظمة. ترك كورنيت أو في دبليو في نوفمبر 2011 عندما أعلنت المنظمة عن توصلها لإتفاق عمل مع منظمة توتال نونستوب أكشن ريسلينغ (تي إن إيه). وأثناء حلقة رينغ أوف هونر ريسلينغ التي جرت في 21 يناير، أعلن كورنيت أن ضربات الكرسي الموجهة للرأس ممنوعة حيث سيغرم أي مصارع يفعل ذلك بغرامة قدرها 5000 دولار أمريكي. في 4 فبراير، منع كورنيت حركة بايلدرايفر في المنظمة. في 8 أكتوبر 2012، أفادت التقارير أن آر أو إتش قد قامت بتعيين هنتر جونستون محل كورنيت باعتباره رئيس كتاب السيناريو. غُيب كورنيت عن تلفزيون آر أو إتش بسبب سيناريو إصابة تعرض لها على يد جاي ليثل. وفي 31 مارس 2017 تم الاعلان عن تكريمه في قاعة المشاهير لاتحاد دبليو دبليو اي. وفي نفس السنة اعلن كورنيت اعتزاله النهائي كعمله في ادارة مصارعة المحترفين بعد اكثر من 35 عام قضاها في المجال.

## الحياة الشخصية
تزوج كورنيت من صديقته منذ زمن ستايسي غوف وهي مصارعة محترفة سابقة لعبت في المنظمات المستقلة باسم ساين في أكتوبر 2007.
في سبتمبر 2009، وخلال مقابلة على «هُوو سلامنغ هُوو؟» عبر كورنيت عن دعمه لخطة الرئيس باراك أوباما لإصلاح الرعاية الصحية. كما وصف حاكمة ألاسكا السابقة سارة بالين ب«عديمة الفائدة»، واعترف أنه صوت لصالح أوباما في انتخابات عام 2008. ولكنه لا يعتبر نفسه من الحزب الديمقراطي. أدت تصريحاته إلى اهتمام الإعلام به. حيث ظهر في البرنامج الحواري «ذا يونغ تيرك» على الإنترنت.
جيم كورنيت ملحد.

## في المصارعة
- مصارعون أدراهم

- شيري مارتل
- ذا بريتش بولدوغ
- مانتشور
- بيغ ببا روجرز
- أوين هارت
- كراشر برومفيلد
- بودي لاندل
- يوكوزونا
- فيدر
- كريستوفر دانيلز
- مات مورغان
- دان سيفرن
- جيف جاريت
- كين واين
- رون باورز
- مارك هنري
- هيركوليس هيرنانديز
- «كنغ» كارل فيرغي
- دوتش منتل
- مستر بورتو ريكو
- نورمان فيردريك تشارليس الثالث
- داني ديفز
- سلفاتور سينيسر
- "سكارب إيرون" ادم بيرس

- فرق ثنائية أدارها

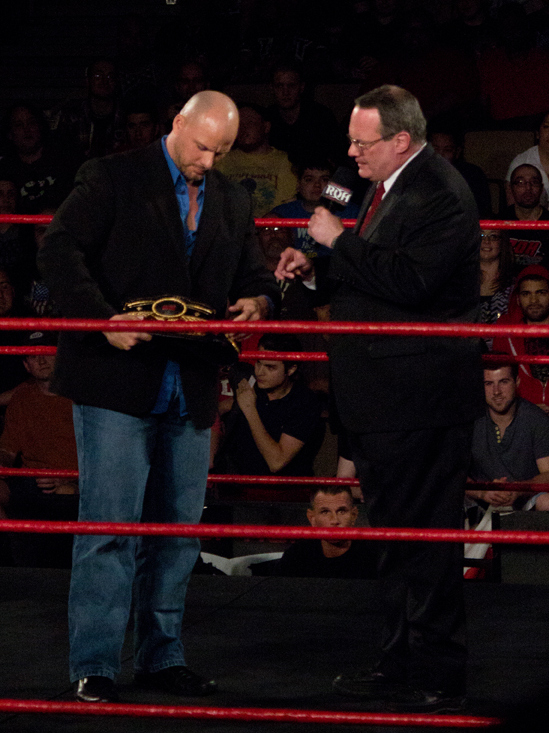
كورنيت (يمين) مع ادم بيرس.

- ذا ميد نايت إكسبريس (دينيس كوندري وبوبي إيتون، بوبي إيتون وستان لين)
- ذا فانتاستيكس (بوبي فولتن وتومي روجرس)
- ذا دايناميك دودز (شين دوغلاس وجون لورينايتس)
- ذا روك إن رول إكسبريس (ريكي مورتن وروبيرت جيبسون)
- ذا هيفينلي بديز (ستان لين وتوم بريتشارد، توم بريتشارد وجيمي ديل راي)
- ذا داينمايك ديو (ال سنو وانابومب)
- ذا هيدهانتر (هيد هنتر إيه وهيدهنتر بي)
- أوين هارت ويوكوزونا
- أوين هارت و بريتيش بولودغ
- ذا نيو ميدنايت إكسبريس (بومباستيك بوب وباديشوس بارت)
- برايسكو برذرز (جاي اند مارك)

- ألقاب
  - «ذا لويسفيل سلوغير» جيم إي. كورنيت[2]
- أغنية الدخول
  - «تشايس» بواسطة جورجيو مورودر[18]
  - «غافيل» بواسطة دايل اوليفر (تي إن إيه)[19]

## بطولات وجوائز
- كوليفلور الي كلوب
  - تشريفات أخرى (1997)
- ناشونال ريسلينغ أليانس
  - أدخل إلى قاعة المشاهير في إن دبليو إيه فئة 2005
- برو ريسلينغ إيلوستريتد
  - بي دبليو اي أفضل مدير للسنة (1985، 1993، 1995)
- برو ريسلينغ هول أوف فايم
  - أدخل إلى قاعة المشاهير فئة 2012
- وورلد ريسلينغ فيدرايشن
  - جائزة سلامي أوارد أسوء ملابس (1996)
- ريسلينغ أوبيسرفير نيوزلترز أواردز
  - أفضل حاجز مباريات (1993، 2001، 2003)
  - أفضل شخص غير مصارع (2006)
  - الأفضل في المقابلات (1985-1988، 1993)
  - أفضل مدير للسنة (1984-1990، 1992-1996)
  - أفضل كتاب لمصارعة المحترفين (2009) ميدنايت إكسبريس 25ذا أنفيرساري سكاربوك
  - أدخل إلى قاعة المشاهير في ريسلينغ أوبيسرفير نيوزلترز أواردز فئة 1996

## وصلات خارجية
- جيم كورنيت على موقع دبليو دبليو إي (الإنجليزية)
- جيم كورنيت على موقع WrestlingData.com (الإنجليزية)
- جيم كورنيت على موقع CageMatch worker (الإنجليزية)
- جيم كورنيت على موقع قاعدة بيانات المصارعة على الإنترنت (الإنجليزية)
- جيم كورنيت على موقع عالم المصارعة على الإنترنت (الإنجليزية)
- جيم كورنيت على موقع عالم المصارعة على الإنترنت (الإنجليزية)
- الموقع الرسمي لجيم كورنيت
- جيم كورنيت في منظمة رينغ أوف هونر
- جيم كورنيت على موقع IMDb (الإنجليزية)
- جيم كورنيت على موقع قاعدة بيانات الفيلم (الإنجليزية)